# Saint-Christophe (Charente-Maritime)
Pour les articles homonymes, voir Saint-Christophe.
Saint-Christophe est une commune de l'Ouest de la France située dans le département de la Charente-Maritime (région Nouvelle-Aquitaine).
Ses habitants sont appelés les Christophois ou Saint-Christophois et les Christophoises ou Saint-Christophoises.

## Géographie

### Hameaux et lieux-dits
Outre le bourg, la commune comprend notamment une partie du village de Puyvineux (partagé avec la commune de La Jarrie), une partie du village de Cugné (partagé avec la commune de Saint-Médard-d'Aunis), une partie du village de la Panonnière (partagé avec la commune d'Aigrefeuille-d'Aunis) et l'écart du Péré, aggloméré à la commune voisine de Virson.

### Communes limitrophes
| Clavette (sur 30 m) | Saint-Médard-d'Aunis | Vérines (quadripoint), Anais |
| La Jarrie           | Saint-Christophe     | Virson                       |
|                     | Aigrefeuille-d'Aunis |                              |

## Urbanisme

### Typologie
Au 1er janvier 2024, Saint-Christophe est catégorisée bourg rural, selon la nouvelle grille communale de densité à 7 niveaux définie par l'Insee en 2022.
Elle est située hors unité urbaine. Par ailleurs la commune fait partie de l'aire d'attraction de La Rochelle, dont elle est une commune de la couronne,. Cette aire, qui regroupe 72 communes, est catégorisée dans les aires de 200 000 à moins de 700 000 habitants,.

### Occupation des sols
L'occupation des sols de la commune, telle qu'elle ressort de la base de données européenne d’occupation biophysique des sols Corine Land Cover (CLC), est marquée par l'importance des territoires agricoles (87,6 % en 2018), en diminution par rapport à 1990 (92,5 %). La répartition détaillée en 2018 est la suivante : 
terres arables (72,4 %), prairies (11,8 %), zones urbanisées (7,4 %), forêts (5 %), zones agricoles hétérogènes (3,5 %). L'évolution de l’occupation des sols de la commune et de ses infrastructures peut être observée sur les différentes représentations cartographiques du territoire : la carte de Cassini (XVIIIe siècle), la carte d'état-major (1820-1866) et les cartes ou photos aériennes de l'IGN pour la période actuelle (1950 à aujourd'hui).

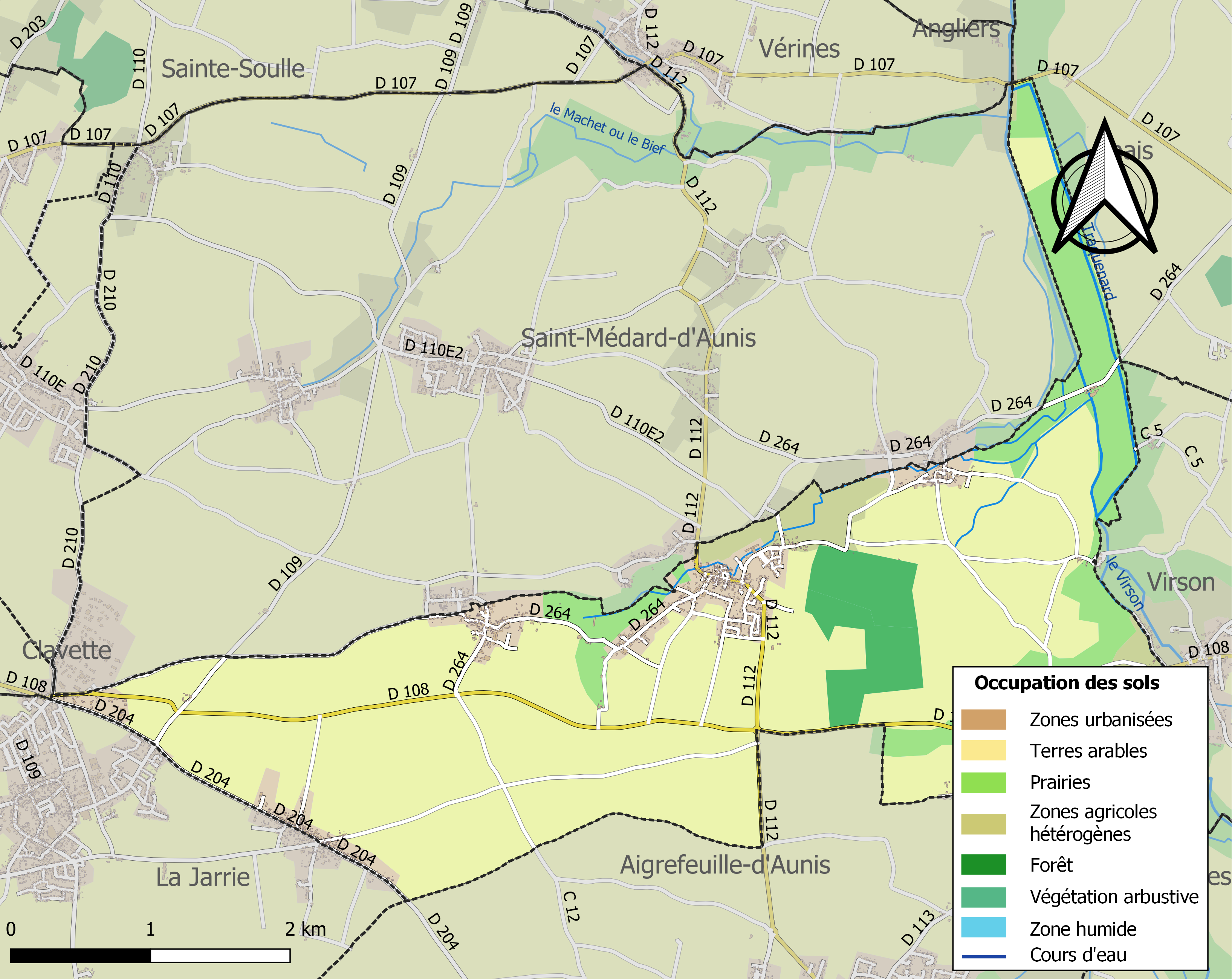
Carte des infrastructures et de l'occupation des sols de la commune en 2018 (CLC).

### Risques majeurs
Le territoire de la commune de Saint-Christophe est vulnérable à différents aléas naturels : météorologiques (tempête, orage, neige, grand froid, canicule ou sécheresse), inondations et séisme (sismicité modérée). Il est également exposé à un risque technologique,  le transport de matières dangereuses. Un site publié par le BRGM permet d'évaluer simplement et rapidement les risques d'un bien localisé soit par son adresse soit par le numéro de sa parcelle.

#### Risques naturels
Certaines parties du territoire communal sont susceptibles d’être affectées par le risque d’inondation par débordement de cours d'eau. La commune a été reconnue en état de catastrophe naturelle au titre des dommages causés par les inondations et coulées de boue survenues en 1982, 1999, 2007 et 2010,.
Par ailleurs, afin de mieux appréhender le risque d’affaissement de terrain, l'inventaire national des cavités souterraines permet de localiser celles situées sur la commune.
Concernant les mouvements de terrains, la commune a été reconnue en état de catastrophe naturelle au titre des dommages causés par des mouvements de terrain en 1999 et 2010.

#### Risques technologiques
Le risque de transport de matières dangereuses sur la commune est lié à sa traversée par une ou des infrastructures routières ou ferroviaires importantes ou la présence d'une canalisation de transport d'hydrocarbures. Un accident se produisant sur de telles infrastructures est susceptible d’avoir des effets graves sur les biens, les personnes ou l'environnement, selon la nature du matériau transporté. Des dispositions d’urbanisme peuvent être préconisées en conséquence.

## Toponymie
Le nom du bourg provient de la dédication de la paroisse à saint Christophe.

## Histoire
Histoire du village pendant la Révolution française.
Le château de Saint-Christophe, dernier éclat d'une châtellerie publié dans les Ecrits de l'Ouest 2002 n°10 par Michel Boutin (notes pour l'histoire)

## Démographie

### Évolution démographique
L'évolution du nombre d'habitants est connue à travers les recensements de la population effectués dans la commune depuis 1793. Pour les communes de moins de 10 000 habitants, une enquête de recensement portant sur toute la population est réalisée tous les cinq ans, les populations de référence des années intermédiaires étant quant à elles estimées par interpolation ou extrapolation. Pour la commune, le premier recensement exhaustif entrant dans le cadre du nouveau dispositif a été réalisé en 2008.

En 2022, la commune comptait 1 405 habitants, en évolution de +3,01 % par rapport à 2016 (Charente-Maritime : +4,04 %, France hors Mayotte : +2,11 %).
| 1793 | 1800 | 1806 | 1821 | 1831  | 1836  | 1841  | 1846  | 1851  |
| ---- | ---- | ---- | ---- | ----- | ----- | ----- | ----- | ----- |
| 878  | 898  | 675  | 846  | 1 028 | 1 075 | 1 045 | 1 055 | 1 050 |

| 1856  | 1861  | 1866  | 1872 | 1876 | 1881 | 1886 | 1891 | 1896 |
| ----- | ----- | ----- | ---- | ---- | ---- | ---- | ---- | ---- |
| 1 092 | 1 126 | 1 028 | 955  | 944  | 851  | 759  | 681  | 654  |

| 1901 | 1906 | 1911 | 1921 | 1926 | 1931 | 1936 | 1946 | 1954 |
| ---- | ---- | ---- | ---- | ---- | ---- | ---- | ---- | ---- |
| 627  | 685  | 666  | 526  | 507  | 472  | 445  | 443  | 475  |

| 1962 | 1968 | 1975 | 1982 | 1990 | 1999 | 2006  | 2008  | 2013  |
| ---- | ---- | ---- | ---- | ---- | ---- | ----- | ----- | ----- |
| 579  | 575  | 626  | 766  | 827  | 916  | 1 108 | 1 163 | 1 275 |

| 2018  | 2022  | - | - | - | - | - | - | - |
| ----- | ----- | - | - | - | - | - | - | - |
| 1 351 | 1 405 | - | - | - | - | - | - | - |

## Lieux et monuments

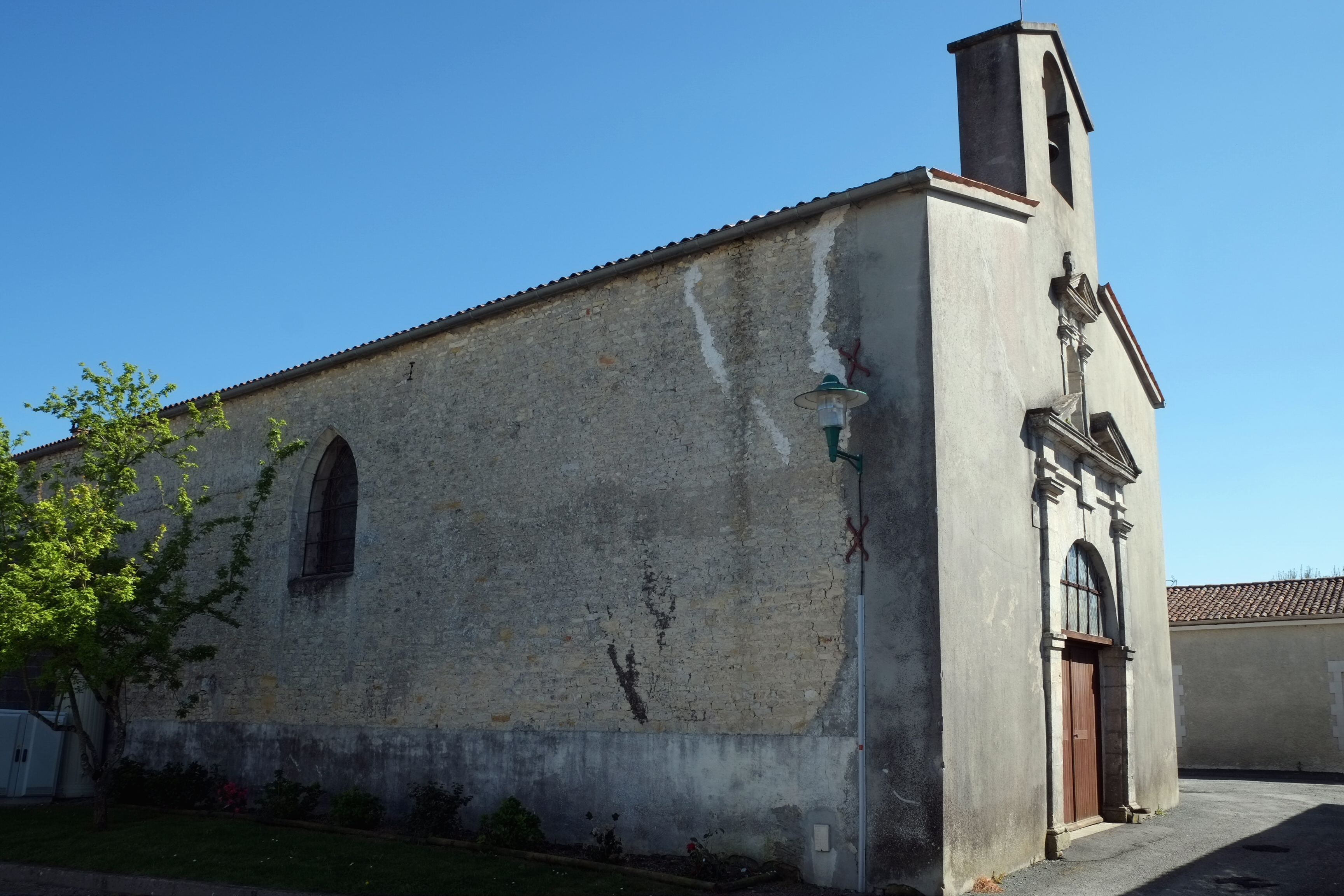
Église Saint-Christophe.

Retable de l'église. Cheminées aux armes des seigneurs de Saint-Christophe.

## Personnalités liées à la commune
- Charles François Michel César Le Tellier, seigneur de Montmirail, marquis de Cusy arrière-petit-fils du marquis de Louvois, ministre de Louis XIV.
- Billaud-Varenne, député de la Convention.
- Famille Chertemps, seigneurs de Saint Christophe.
- Famille Campagna.
- Bienheureux Pierre-Michel Guérin (1759-1792), prêtre catholique, martyr des Carmes.